# Charles Boustany
Charles William Boustany Jr., né le 21 février 1956 à Lafayette (Louisiane), est un homme politique américain. Membre du Parti républicain, il est élu de Louisiane à la Chambre des représentants des États-Unis de 2005 à 2017.

## Biographie

### Origines et études
Charles Boustany est né à Lafayette, en Louisiane, fils de Madlyn M. (née Ackal) et de Charles W. Boustany, Sr. (1930–2009) ; ses grands-parents paternels, Alfred Frem Boustany et Florida (née Saloom), étaient des immigrants du Liban. Ses grands-parents maternels étaient également libanais.
Après des études à l'université de Louisiane à Lafayette et au LSU Health Sciences Center New Orleans, Charles Boustany devient chirurgien.

### Carrière politique
En 2004, il se présente à la Chambre des représentants des États-Unis dans le 7e district de Louisiane, où le sortant démocrate Chris John ne se représente pas. Il arrive en tête du premier tour avec 38,6 % des voix, devant deux sénateurs démocrates Willie Mount (25,2 %) et Don Cravins (24,6 %). Si les démocrates sont majoritaires au premier tour, Cravins compte attaquer en justice le Parti démocrate de Louisiane — parce que son nom n'apparaissait pas sur leurs bulletins — et n'apporte pas son soutien pas à la sénatrice Mount. Au second tour, Boustany l'emporte avec 55 % des suffrages face à Mount. En 2006 et 2008, il est réélu au premier tour avec respectivement 70,7 % et 61,9 % des voix. Il est réélu sans opposition en 2010.
Après le recensement de 2010, la Louisiane perd un siège à la Chambre. En 2012, Boustany, dont le siège est supprimé, se présente dans le 3e district. Il affronte son collège républicain Jeff Landry, représentant sortant du 3e district. La nouvelle circonscription comprend l'essentiel de l'ancien 7e district et seulement une partie de l'ancien 3e. L'élection oppose deux camps du Parti républicain : Boustany est proche du speaker John Boehner tandis que Landry est un représentant du Tea Party,. Boustany arrive largement en tête du premier tour avec 44,7 % des suffrages devant Landry (30 %) et le démocrate Ron Richard (21,5 %). Il bat facilement Landry au second tour avec 60,9 % des voix. Il est réélu en 2014 avec 78,7 % des suffrages.
Il se présente à l'élection sénatoriale de 2016 pour succéder au républicain David Vitter. Il est considéré comme l'un des deux favoris avec le trésorier républicain de Louisiane John Kennedy, dans une élection qui compte 24 candidats. En septembre 2016, le journaliste Ethan Brown publie le livre Murder in the Bayou, dans lequel il accuse le représentant d'être lié à des prostituées retrouvées assassinées. Boustany nie toute implication et parle de mensonges,,. Réunissant environ 15 % des voix, il termine en troisième position de la primaire derrière Kennedy (25 %) et le démocrate Foster Campbell (17 %).